# Museo de arte del Néguev
El Museo de Arte del Néguev (en hebreo: מוזיאון הנגב לאמנות) es un museo de arte en el Desierto del Négev, al sur de Israel. Se encuentra ubicado en la Ciudad Vieja de Beerseba. El edificio es la antigua mansión del Gobernador, construida en 1906 por los otomanos, como parte de los edificios del gobierno que incluyen el Seraya y la mezquita local.
El edificio de dos plantas es una casa otomana típica llamada "konak": la casa de un gobernador o algunos otros dignatarios, en el que se llevan a cabo reuniones oficiales y recepciones. Su fachada tiene cuatro pórticos arqueados. Durante la Primera Guerra Mundial, el edificio albergaba al Oficial del Estado Mayor británico y en 1938 se convirtió en una escuela de niñas beduinas. Se hicieron varias modificaciones en el edificio durante el período del Mandato Británico, incluyendo la adición de una escalera interior y dos habitaciones en la planta superior.
Después de la Guerra de Independencia de Israel en 1948, el edificio sirvió al ejército israelí. Se volvió hacia su uso civil de nuevo después de la fundación de la ciudad de Beersheba como el primer ayuntamiento de la ciudad.
En la década de 1970 el municipio se trasladó a su nuevo edificio y la Mansión del Gobernador ocupó el ala de arte del Museo de Arqueología de Negev situado en la cercana antigua mezquita otomana. En 1998 el edificio fue declarado inseguro y se cerró al público. En 2004 fue reabierto como museo de arte.